# Mare de Déu del Claustre
L'escultura de la Mare de Déu del Claustre és una imatge de pedra del segle xii conservada i venerada en una capella de la Catedral de Solsona dotada de cambril. És obra de l'escultor Gilabert de Tolosa. És una de les talles de pedra catalogades com una de les escultures més significatives del romànic universal.
La imatge mesura 105 cm d'alçada; està asseguda en un tron, amb l'Infant a la falda, i sota els peus estan representats dos monstres. La imatge és de pedra, i el pas dels anys l'ha ennegrida.
Actualment és considerada com la patrona de la ciutat de Solsona.

## Història

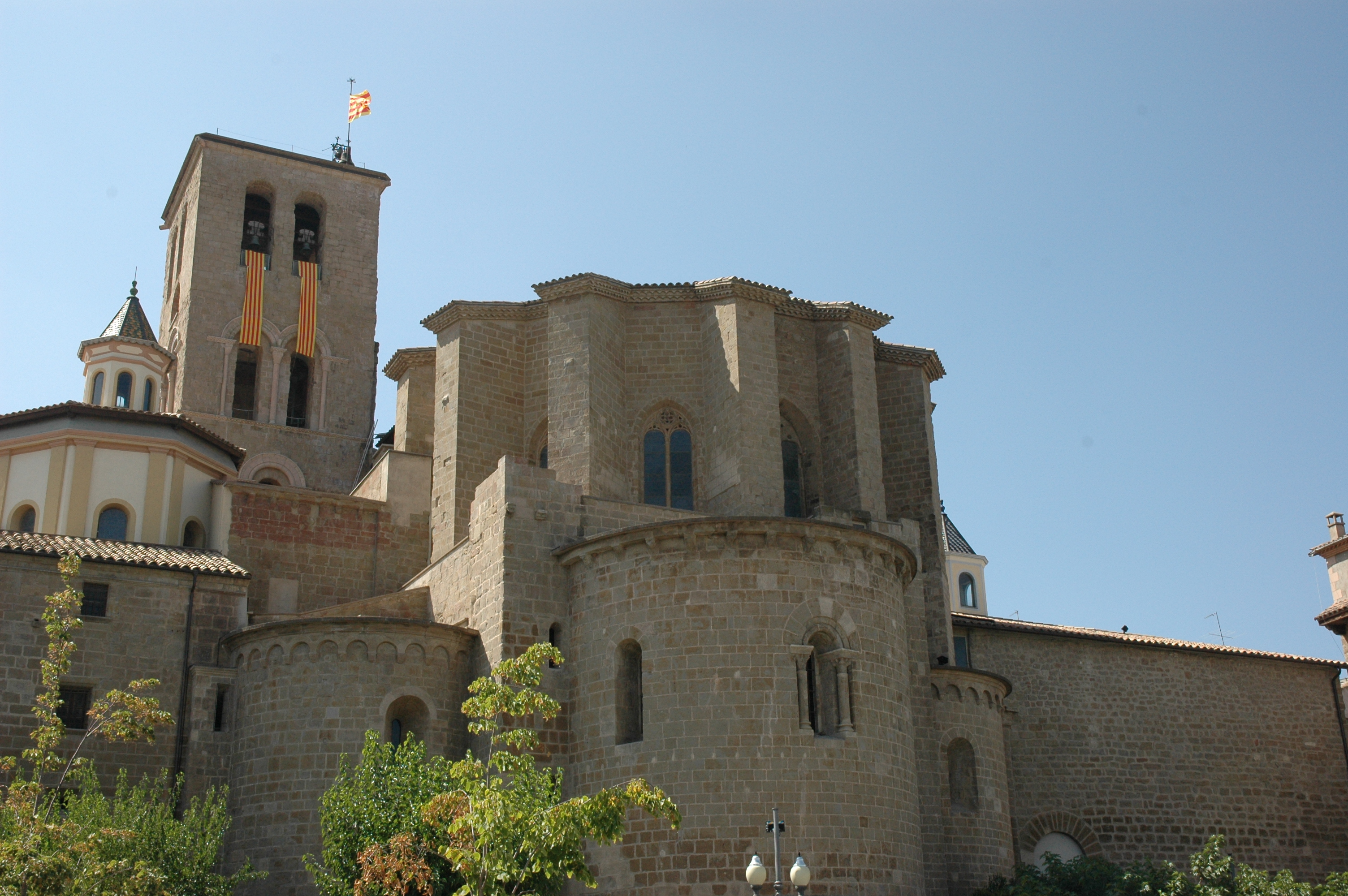
Catedral de Solsona

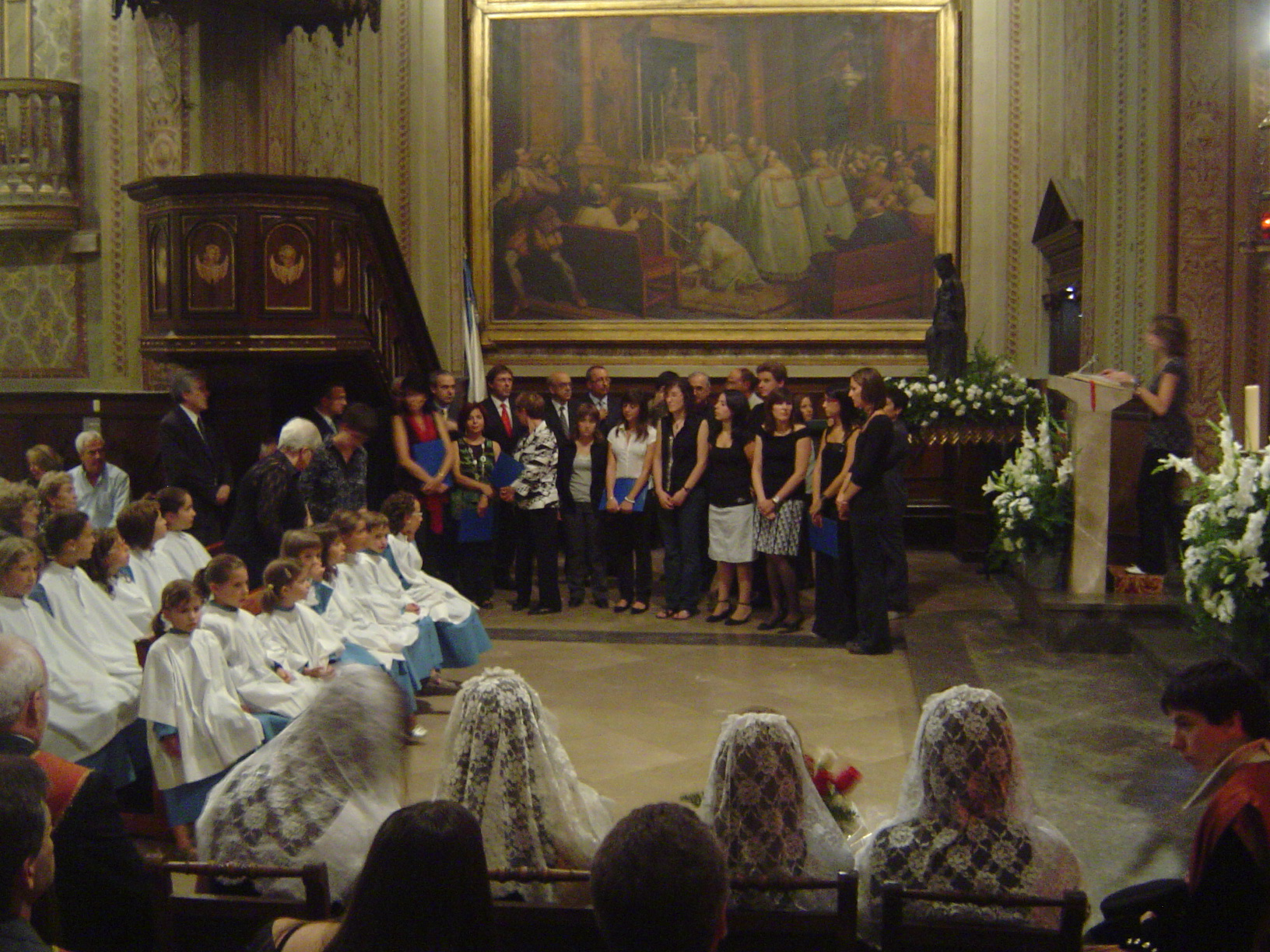
Homenatge a la Mare de Déu del Claustre a l'interior de la Capella de la patrona de Solsona

La talla fou creada al segle xii per un dels escultors més importants de l'època, Gilabert de Tolosa.

### Marededeu trobada
Al segle xiii, amb l'arribada dels albigesos, tement per la integritat de la imatge, la van amagar dins el pou del claustre que estaven acabant de construir. La llegenda comenta que un nen jugava al claustre i que, en caure al pou, va ser salvat per la Mare de Déu.
Segons el que contempla i marca la tradició, fou descoberta per un nen al segle xiii al pou del claustre de la Catedral de Solsona, on anteriorment havia estat amagada pel perill iconoclasta dels albigesos.

### Patrona de la ciutat
L'any 1653, l'ajuntament de la ciutat va nomenar la Mare de Déu del Claustre com a patrona del municipi, d'acord amb la creença d'haver deslliurat la ciutat de la pesta.
La festa principal se celebra cada any els dies 8 i 9 de setembre, durant la Festa Major.

### Guerra Civil
Durant la Guerra Civil del 1936, les imatges religioses tornaren a perillar, i en aquesta ocasió va ser amagada a la caixa d'escala del campanar pels campaners Joan Augé Closa i Josep Porredon Vilana, i més tard la volgueren evacuar a França, però quedà dins una caixa en el palau episcopal de Vic; al garatge d'aquest palau és on, acabada la guerra, la trobaren els qui la retornaren a Solsona. La imatge va haver de ser restaurada, car la figura de l'Infant havia sofert algunes destrosses. La restauració la feu Enric Monjo i Garriga.

### Coronació
L'any 1956 va ser coronada.
Cinquanta anys després, el 7 d'octubre de 2006 tingué lloc la Festa de la Coronació, per a celebrar l'efemèride.

### Actualment
Avui dia, dins la Festa Major de Solsona (7, 8 i 9 de setembre), la festa en honor de la Patrona, "la festa del Claustre" presenta un dels esquemes tradicionals més antics i, alhora, valuosos del Principat, destacant, per damunt de tot, el seu extraordinari patrimoni folklòric; aquest està regit per un estricte protocol firmat per les tres entitats gestores de la festa (la Confraria del Claustre, l'Agrupació de geganters de la ciutat de Solsona i l'Ajuntament de la ciutat), que pretén protegir i marcar les pautes de la festa.

## Confraria de la Mare de Déu del Claustre i la Vint-i-quatrena
La Confraria de la Mare de Déu del Claustre es va fundar pels volts de l'any 1475.

## Goigs
| «                           | Puix tant d'amor ens teniu per ser la nostra patrona De la ciutat de Solsona els vostres fills protegiu. | » |
| — primers versos dels goigs | |   |

Així comencen els goigs dedicats a la Mare de Déu del Claustre.
Roger Mas, conegut cantautor solsoní, realitzà una adaptació dels goigs en un dels seus discos.